# Municipio de Franklin (condado de Surry)
El municipio de Franklin (en inglés: Franklin Township) es un municipio ubicado en el  condado de Surry en el estado estadounidense de Carolina del Norte. En el año 2010 tenía una población de 2.400 habitantes.

## Geografía
El municipio de Franklin se encuentra ubicado en las coordenadas 36°30′48.47″N 80°51′33.26″O / 36.5134639, -80.8592389.